# Will Ferrell
John William (Will) Ferrell (Irvine, 16 juli 1967) is een Amerikaans komiek, acteur en schrijver.
Ferrell studeerde af in 1989 en werd vervolgens lid van een komediegroep. In 1995 kwam hij zo terecht bij Saturday Night Live. Hij bedacht hiervoor zelf ook veel sketches. Hij is een lid van de Frat Pack. In 2015 kreeg hij een ster op de Hollywood Walk of Fame.
In augustus 2000 trouwde hij met actrice Viveca Paulin, met wie hij drie kinderen heeft.

## Filmografie (selectie)
- 2024: Despicable Me 4 (stem)
- 2023: Barbie
- 2022: Spirited
- 2020: Eurovision Song Contest: The Story of Fire Saga
- 2019: The Lego Movie 2: The Second Part
- 2017: Daddy's Home 2
- 2015: Daddy's Home
- 2015: Get Hard
- 2014: Anchorman 2: The Legend Continues
- 2014: The Lego Movie
- 2012: The Campaign
- 2012: Casa de mi Padre
- 2010: Megamind (stem)
- 2010: The Other Guys
- 2010: Everything Must Go
- 2009: Land of the Lost
- 2008: Step Brothers
- 2008: Semi-Pro
- 2007: Blades of Glory
- 2006: Talladega Nights: The Ballad of Ricky Bobby
- 2006: Stranger Than Fiction
- 2006: Curious George
- 2005: The Producers
- 2005: Winter Passing
- 2005: Wedding Crashers
- 2005: Bewitched
- 2005: Kicking & Screaming
- 2005: The Wendell Baker Story
- 2004: Melinda and Melinda
- 2004: Anchorman: The Legend of Ron Burgundy
- 2004: Wake Up, Ron Burgundy: The Lost Movie
- 2004: Starsky & Hutch
- 2003: Matrix Reloaded MTV Parody
- 2003: Old School
- 2003: Elf
- 1995-2002: Saturday Night Live
- 2002: Boat Trip
- 2001: Zoolander
- 2001: Jay and Silent Bob Strike Back
- 2000: The Ladies Man
- 2000: Drowning Mona
- 1999: Dick
- 1999: Austin Powers: The Spy Who Shagged Me
- 1998: A Night at the Roxbury
- 1997: Austin Powers: International Man of Mystery

- Bibsys: 7003866
- Biblioteca Nacional de España: XX1491608
- Bibliothèque nationale de France: cb141770648 (data)
- Gemeinsame Normdatei: 142072281
- International Standard Name Identifier: 0000 0001 1476 6937
- Library of Congress Control Number: no99072002
- Nationale Bibliotheek van Letland: 000345343
- MusicBrainz: dbd983a4-5395-41b8-98ec-56fc62412586
- Nationale Bibliotheek van Tsjechië: xx0061499
- Nationale bibliotheek van Australië: 42378496
- Nationale Bibliotheek van Israël: 987007428770705171
- Nationale Bibliotheek van Polen: a0000001637526
- Nederlandse Thesaurus van Auteursnamen: 269055142
- Réseau des bibliothèques de Suisse occidentale: 02-A012787678
- Système universitaire de documentation: 086272004
- Virtual International Authority File: 85697605
- WorldCat: E39PBJfh699vPQKB3Tq4mbfyVC